# Ia R'tô
Ia R'tô là một xã thuộc thị xã Ayun Pa, tỉnh Gia Lai, Việt Nam.
Xã Ia R'tô có diện tích 31 km², dân số năm 2007 là 2.900 người, mật độ dân số đạt 94 người/km².